# بارنويل (ألبرتا)
بارنويل (بالإنجليزية: Barnwell, Alberta)‏ هي بلدة تقع في كندا في ألبرتا. يقدر عدد سكانها بـ 771 نسمة ومساحتها 1.49 كم2 وترتفع عن سطح البحر 835 متر.